# 代議民主

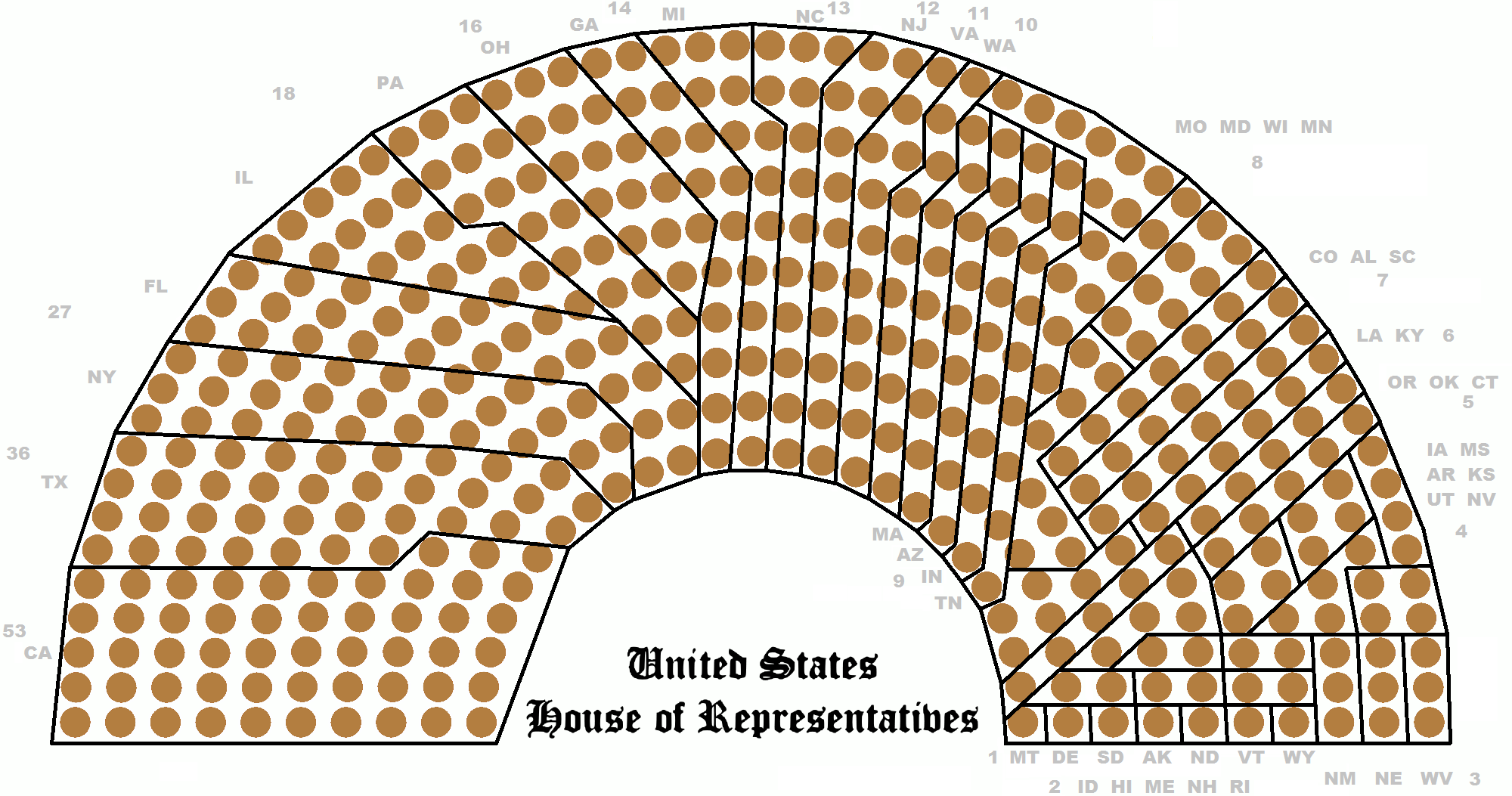
美利坚合众国众议院是一例代议民主制下立法机关

代议民主（英語：representative democracy），又称间接民主（英語：indirect democracy），与直接民主相对立，是由公民以选举形式选出立法机关的成员（议员）来代表其在议会中行使权力（称为代议）、制定法律和管理公共事务的一类民主制度。简言之，就是人民通过其代表来进行统治，而不是直接进行统治。在此种政制之下，“主人”与“主事”相互分离，统治者与被统治者的重合性身份被分开。 
用约翰·密尔的话说：「人民应该是主人，但他们必须聘用比他们更能干的仆人。」
民主政治可以有许多种分类方式，没有任何一种分类法具有绝对性，英国政治学家戴维·赫尔德在专著《民主的模式》中将民主政治分成九种类型，分别是古典（城邦式）民主、共和主义民主、自由主义民主、社会主义（共产主义）民主、竞争式精英民主、多元主义民主、法治民主、参与式民主及自主式（世界主义）民主等。 而最常见的分类方式就是直接民主与代议民主，现代大部分国家均非直接民主制。
代议民主制是现代世界各国普遍实行的基本政治制度和政权组织形式，但是在实践中，形式上的控制机构和实际的控制机构不符，人民形式上拥有的权力与实际有限的权力不符，议员的承诺与实际表现也常常不相一致，甚至还有民主倒退的可能，因而饱受诟病。

## 代议起源
代议制起源于13世纪的英格兰，其标志是英格兰议会的形成。英国代议制是英国社会发展与新兴社会力量作用下应运而生的产物。最初，议会只讨论国王征收赋税问题，后范围扩大至立法问题。 在19世纪资产阶级推翻封建君主专制统治过程，代议制度逐渐形成且发展和完善。 第二次世界大战后，经过扩大选举权，代议制逐渐被西方社会全面采纳。
「代议」就其词义而言是「代表商议」、「代表议事」，即指某人代表某一特定的群体，同另一些代表其他群体的人，就彼此共同面临的问题（事务）进行商议、讨论，必要时共同做出决定，以便采取一致行动。 「代议政制」是指代议在国家的政治生活领域中具体运用后形成的一种国家政治制度。 它的重要特征是代议与轮换，它包含了议员代表着民众行使国家或地区权力，议员是由有选举权的人民选举出来的，议员代表有一定的任期，议会有明确的法律规范及通过会议行使权力这些内容。

## 代议国家
民主在20世纪末冷战结束后成为世界潮流，大部分国家都宣称自己是民主国家。所以，无论是民主或威权政体，都会依据其各自不同的需求，而建立一套专属的选举与代议制度；但由于国家属性的差异，上述之制度也将会有明显的区别。目前的世界包含各式各样的选举及选制，因此有关选举的角色或功能观点总有不同。贺罗拨和米勒（Hamop and Miller）就指出，关于竞争性选举的功能，有两种相对比的观点。传统的观点认为，选举是要求政治人物负责的机制，并且使政策得以反应民意。这强调选举的“由下至上”功能，包括政治的甄选、选出代议士、组成政府、影响政策，此为民主国家的选举。
另一方面，较为激进的选举观点，是由本杰明·金斯伯格这类自由意志主义者所发展出来，其指出选举是政府与政治精英对其选民施以控制的工具，使其人民变得更为沉静和顺从，也能挑出比较不会反对的方案，目的为方便其统治。这强调选举的“由上至下”功能，威权国家发展的经验，以及为了执政当局统治上的需要，威权政体同样也会有选举与代议制度的设计，不同于民主国家之「公平竞争」的选举特性。